# Türkische Sprache
Türkische Sprache, kurz Türkisch, auch als Türkeitürkisch oder Osmanisch-Türkisch bezeichnet, ist die Bezeichnung einer agglutinierenden Sprache, die zum oghusischen Zweig der Turksprachen gehört und die als meistgesprochene Turksprache gilt. Türkisch ist die Amtssprache der Türkei und neben dem Griechischen auch auf Zypern (faktisch ausschließlich in der international nicht anerkannten Türkischen Republik Nordzypern). Außerdem wird Türkisch als lokale Amtssprache in Nordmazedonien, Rumänien und im Kosovo verwendet. Eigenbezeichnungen sind Türk dili, Türkçe [tyɾkt͡ʃɛ] ⓘ und Türkiye Türkçesi.
Die türkische Sprache selbst weist eine Reihe von Dialekten auf, von denen der Istanbuler Dialekt von besonderer Bedeutung ist. Seine Phonetik ist die Basis der heutigen türkischen Hochsprache. Bei der Einführung des lateinischen Alphabets für die türkische Sprache im Jahr 1928 wurde nicht auf die historische Orthographie des Osmanisch-Türkischen zurückgegriffen, sondern die Aussprache von Istanbul als Grundlage der Verschriftung herangezogen. Die Dialekte innerhalb der Türkei werden in Gruppen der Schwarzmeerregion (Karadeniz Şivesi), Ostanatolien (Doğu Anadolu Şivesi), Südostanatolien (Güneydoğu Anadolu Şivesi), Zentralanatolien (İç Anadolu Şivesi), Ägäis (Ege Şivesi) und Mittelmeerregion (Akdeniz Şivesi) eingeteilt.
Die Alternativbenennung „Türkeitürkisch“ umfasst aber nicht nur die Türkei, sondern auch alle Gebiete des ehemaligen Osmanischen Reichs. Das bedeutet, dass auch die Balkan- oder Zyperntürken ein „Türkeitürkisch“ sprechen.

## Verbreitung
Das heutige Türkisch ist die Muttersprache von etwa 80 Prozent der Menschen in der Türkei (das waren Ende 2015 gut 63 Millionen Menschen) und war dies nach Schätzungen im Jahr 1979 auch für 37.000 Menschen in Usbekistan, Kasachstan, Kirgisistan, Tadschikistan und Aserbaidschan. Türkisch war 2011 zudem die Muttersprache für 606.000 Menschen in Bulgarien, für ungefähr 290.000 Menschen in der Türkischen Republik Nordzypern und 1976 die von 128.380 Menschen in Griechenland.
63.600 Sprecher lebten 1984 in Belgien, etwa 70.000 in Österreich (Ethnologue 2009) und mehr als 1,5 Millionen in Deutschland. Laut Mikrozensus 2021 ist Türkisch bei Haushalten in Deutschland die am häufigste neben Deutsch genutzte Sprache. 1982 sprachen in Rumänien noch 14.000 Menschen die türkische Sprache, und auf dem Gebiet des früheren Jugoslawien, insbesondere im Kosovo, wo es auch Amtssprache ist, und in Nordmazedonien, sprechen 250.000 Personen türkisch.
1990 war Türkisch im Irak noch für rund 3.000 und im Iran für 2.500 Menschen die Muttersprache. In den USA lebten 1970 24.123 Sprecher des Türkischen, und für Kanada wurden 1974 8.863 türkische Muttersprachler angegeben. In Frankreich gaben 1984 rund 135.000 und in den Niederlanden knapp 150.000 Menschen Türkisch als Muttersprache an. 1988 wurden in Schweden rund 5.000 Türkischsprachige registriert.
2009 sprachen etwa 85 Millionen Menschen Türkeitürkisch, darunter 65 Millionen als Muttersprache und 20 Millionen als Zweitsprache.

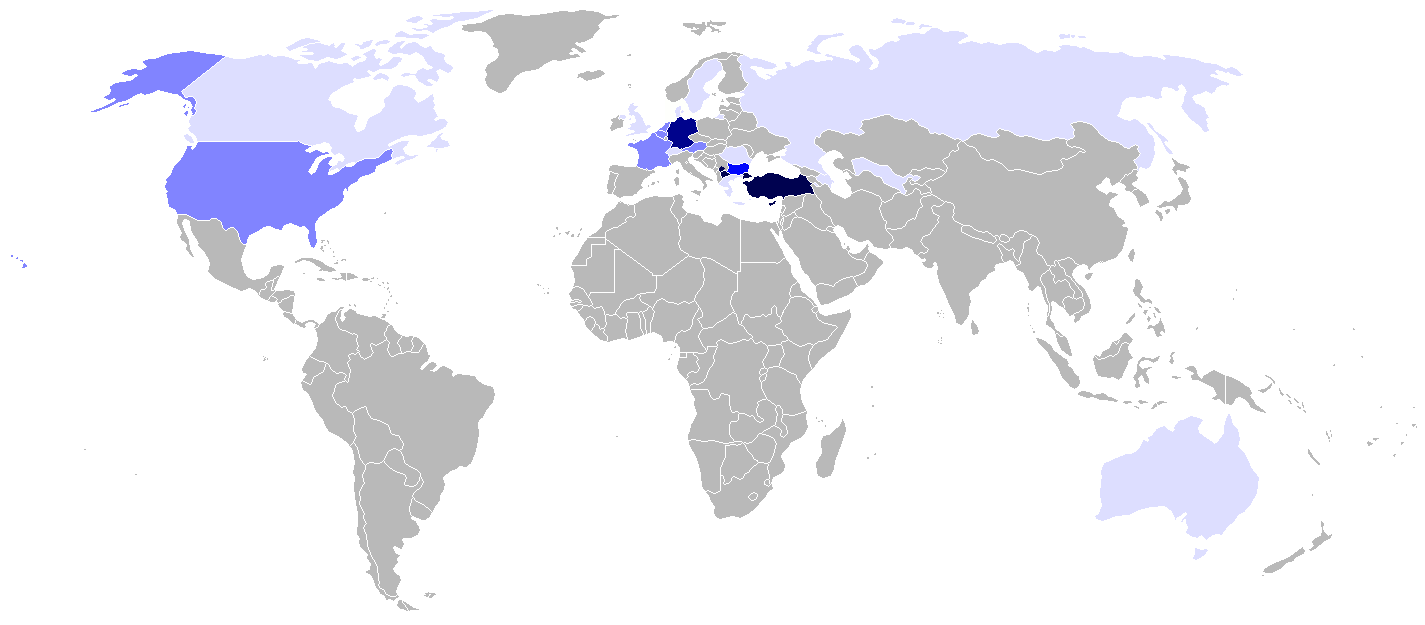
Die türkischsprachige Welt: Länder mit bedeutender Anzahl Türkeitürkisch sprechender Bevölkerungsanteile.
Legende:
Amtssprache: Türkei, Zypern, Nordmazedonien (auf Gemeindeebene), Kosovo (auf Gemeindeebene)
Mehr als 1.000.000 Sprecher: Deutschland
Zwischen 500.000 und 1.000.000 Sprecher: Bulgarien, Irak, Griechenland
Zwischen 100.000 und 500.000 Sprecher: Frankreich, Niederlande, Belgien, Österreich, Vereinigte Staaten, Usbekistan
Zwischen 25.000 und 100.000 Sprecher: Vereinigtes Königreich, Australien, Aserbaidschan, Kanada, Russland, Schweden, Dänemark, Schweiz, Rumänien
Weniger als 25.000 Sprecher/keine: Andere Länder

Als engste Verwandte des Türkeitürkischen gilt heute das Aserbaidschanische. Vielfach wird die Sprache der südosteuropäischen Gagausen (Republik Moldau und Balkan) als ein Dialekt des Türkeitürkischen angesehen, was allerdings umstritten ist. So führen die Turkologen Westeuropas das Gagausische als eigene Sprache und jene in den Turkstaaten auf Grund des geringen Abstandes als einen Dialekt des Türkeitürkischen an. Gegenseitige mündliche wie schriftliche Kommunikation zwischen Sprechern des Türkischen, Aserbaidschanischen und Gagausischen ist ohne größere Schwierigkeiten möglich. Das Sprachverhältnis ist etwa vergleichbar mit der Verwandtschaft zwischen Dänisch und Norwegisch.
Einen etwas größeren Sprachabstand gegenüber dem Türkischen hat das Turkmenische, daher ist eine Unterhaltung beispielsweise zwischen Türkisch- und Turkmenischsprechern in Wort oder Schrift deutlich mühsamer. Das Verhältnis entspricht ungefähr dem Sprachabstand zwischen dem Schwedischen und dem Dänischen. Die sprachlichen Unterschiede rühren hauptsächlich daher, dass das Turkmenische, das bis heute dialektal stark zersplittert ist, unter dem Einfluss verschiedener Sprachen wie des Persischen und des Russischen, nicht zuletzt auch unter dem Einfluss nicht-oghusischer, zentralasiatischer Turksprachen, wie des Tschagataischen stand.
Aufgrund dieser unterschiedlichen Sprachabstände fasst man innerhalb der oghusischen Sprachen Türkisch, Gagausisch und Aserbaidschanisch als westoghusische Sprachen zusammen, während das Turkmenische einem ostoghusischen Zweig zugerechnet wird. Zwischen diesen Gruppen stehen einige nicht verschriftete bzw. standardisierte Dialekte im Iran, die zum Teil als Südoghusisch zusammengefasst werden, zum Teil unter dem Begriff Chorasan-Türkisch und Usbek-Oghusisch.

## Geschichte

### Prototürkisch
Prototürkisch ist eine hypothetisch erschlossene Rekonstruktion, aus der sämtliche gegenwärtigen und erloschenen Turksprachen sprachwissenschaftlich hergeleitet werden. Es handelt sich dabei nicht um eine Sprache, die zu irgendeinem Zeitpunkt an irgendeinem Ort tatsächlich gesprochen wurde, sondern um ein theoretisches Modell zur Erklärung von Gemeinsamkeiten und Unterschieden zwischen bekanntermaßen verwandten Sprachen. Gleichwohl besteht ein zeitlicher Rahmen von 4500/4000 v. Chr., dem Beginn des Neolithikums, und ca. 500 n. Chr., als mit dem Alttürkischen die erste bekannte Turksprache fassbar wird. Grundlage dieser Rekonstruktion ist vor allem das Alttürkische als der früheste bekannte und erforschte Vertreter einer Gruppe von Turksprachen, die als Gemeintürkisch (Common Turkic) zusammengefasst sind und das Tschuwaschische, das als einzige gesprochene Turksprache dieser Gruppe nicht angehört und dessen Vorläufer nur spärlich überliefert sind.

### Alttürkisch
Alttürkisch ist die früheste schriftlich überlieferte Turksprache. Obwohl in mehrere dialektische Formen aufgespalten, bildet diese Sprache eine Koiné, die in Zentralasien von der Chinesischen Mauer bis nach Transoxanien ohne erkennbare ethnische Unterschiede verwendet wurde. Diese Sprache ist in drei Textkorpora erhalten: die Runeninschriften vom Orchon und oberen Jenissei, eine Fülle von Schriften in verschiedenen Alphabeten meist religiösen, zum Großteil buddhistischen Inhalts, die dem uigurischen Reich und seinen ostturkestanischen Nachfolgestaaten zugeordnet wird und Schriften in arabischer Schrift aus dem Karachanidenreich, womit der Beginn der Islamisierung mit dem Eindringen von Wörtern persischer und arabischer Herkunft greifbar wird.
Zum letzten Textkorpus gehört Mahmud al-Kāschgharīs Lexikon „Sammlung der Dialekte der Türken“ (dīwān lughāt at-turk) aus dem 11. Jahrhundert. Dieses monumentale türkisch-arabische Wörterbuch enthält neben der Übertragung von Wortmaterial eine Fülle von historischen, geographischen und folkloristischen Einzelheiten.
Die Formen des Alttürkischen repräsentieren eine Sprache, in der die Merkmale der späteren Einzelsprachen noch vereinigt sind. Namentlich die Runeninschriften repräsentieren einige Merkmale, die für die Oghusischen Sprachen, wozu das heutige Türkische gehört, typisch sind. Alttürkisch mit seinen zuletzt fast ausschließlich buddhistischen Inhalten entwickelte sich aber getrennt davon weiter und erlosch mit dem Vordringen des Islam im 17. Jahrhundert. Seinen Platz nimmt heute das Uigurische ein.

### Mitteltürkisch
Ab dem 11. Jahrhundert bilden sich im westlichen Steppenraum, in (West-)Turkestan, Osteuropa und Vorderasien, nunmehr als Einzelsprachen, die mitteltürkischen Sprachen aus. In diese Zeit fällt die Entstehung des türkischen Volkstums auf dem Gebiet der heutigen Türkei. Die Eroberungen der Seldschuken in dieser Zeit führten dazu, dass Angehörige türkischer Völker, zumeist Oghusen, ihre Heimat in Zentralasien nördlich des Syr-Darya in der Kasachensteppe verließen, sich allmählich islamisierten und den Seldschuken in den Iran und das westliche Vorderasien (Syrien, Irak) folgten. Im Gefolge der Schlacht von Manzikert im Jahre 1071 wanderte ein Teil dieser Stämme nach Anatolien ein. In der Folgezeit wurde der Zustrom von Einwanderern nach Anatolien durch Flüchtlinge vor den Eroberungen Dschingis Khans und seiner Nachfolger noch verstärkt.
Als mitteltürkische Sprachen gelten das Choresm-Türkische, das Tschagataische, die Formen des Kiptschakischen und die Sprache des Codex Cumanicus. Teilweise, wegen des islamischen Bezugs, wird auch das Karachanidische nicht dem Alt-, sondern dem Mitteltürkischen zugeordnet. Von der Sprachstufe her wird auch das altanatolische Türkisch dazu gerechnet, teils aber wegen der kontinuierlichen Weiterentwicklung als Altosmanisch der türkischen Sprache als Entwicklungsstadium und damit dem Neutürkischen zugerechnet. Sie steht damit an der Grenze zwischen den frühen, nations- und ethnieübergreifenden früheren Turksprachen und den modernen Nationalsprachen.
Die Benennung des altanatolischen Türkischen bzw. des Altosmanischen ist strittig, weil diese Sprache weder auf das Osmanische Reich noch auf Anatolien beschränkt ist. Es ist sowohl das Türkisch der Rum-Seldschuken und der vorosmanischen anatolischen Fürstentümer als auch die Sprache des Osmanischen Reichs bis ins 16. Jahrhundert.

### Osmanisches Türkisch
Die frühesten Werke in türkischer Sprache in Anatolien stammen aus dem 13. Jahrhundert und gehen damit der Gründung der osmanischen Dynastie kurz voraus. Die ersten Zeugnisse türkischer Sprache sind einige Verse von Sultan Veled, dem Sohn des Mystikers Dschalal ad-Din ar-Rumi. Die Seldschuken-Dynastie, die Anatolien ab dem Ende des 11. Jahrhunderts beherrschte, verwendete die türkische Sprache weder in der Verwaltung ihres Reiches, noch förderte sie ihre Verwendung in der Literatur. Erst nachdem die Macht der Seldschuken-Herrscher in Anatolien im 13. Jahrhundert durch eine Vielzahl türkischer Fürstentümer (Beylikler) ersetzt worden war, begann Türkisch als Verwaltungssprache in Anatolien verwendet zu werden, weil diese Herrscher des Arabischen nur unzureichend mächtig waren. Gleichzeitig kam es zu einem Aufschwung von Literatur in türkischer Sprache (siehe z. B. Yunus Emre). Das Persische, bislang die vorherrschende Sprache der Literatur und Poesie im seldschukischen Anatolien, verlor mit dem Hof der seldschukischen Herrscher seinen wichtigsten Mäzen.
Die türkischen Dialekte in Anatolien und den angrenzenden Gebieten in Nordsyrien, Nordmesopotamien und Nordwestiran, später auch auf dem Balkan und in Transkaukasien, bildeten ab dem 12. Jahrhundert ein Dialektkontinuum eng miteinander verwandter und ineinander übergehender Dialekte, das bis zum 16. Jahrhundert großenteils unter die Herrschaft des Osmanischen Reichs geriet. In den Gebieten der heutigen Republik Aserbaidschan und der gleichnamigen iranischen Region, in denen die osmanische Herrschaft nur vorübergehend war und in denen sich die Bevölkerung durch die schiitische Konfession von den sunnitischen Osmanen abhob, entwickelte sich in der Folgezeit die aserbaidschanische Sprache. Diese blieb gleichwohl bis in die 1930er Jahre dem anatolischen und osmanischen Türkisch eng verbunden. Während sich in den dann durchgeführten jeweiligen Sprachreformen das Türkische an der Sprache von Istanbul orientierte, wurde für das (Nord-)Aserbaidschanische die Sprache von Baku maßgeblich. Türkisch wurde im neuen türkischen Alphabet geschrieben, während das Aserbaidschanische ein davon abweichendes Lateinalphabet und während der Zugehörigkeit zur Sowjetunion auch ein kyrillisches Alphabet verwendete. Manche Autoren sehen gleichwohl Türkisch und Aserbaidschanisch als zwei Formen derselben Sprache an.
Die türkische Sprache in ihrer „Standardform“ als Amtssprache des Osmanischen Reichs und als Sprache der osmanischen Literatur nahm ab dem Ende des 15. Jahrhunderts arabische und persische Elemente auf. Diese Entwicklung lag an der damaligen Dominanz der arabischen und persischen Sprachen in der islamischen Hochkultur, die die osmanische Elite zum Nachahmen und Weiterentwickeln dieser Sprachen motivierte.

### Sprachreformen
Im Jahre 1928 erfassten die laizistischen und kemalistischen Reformen nach der Ausrufung der Republik Türkei im Jahr 1923 auch die Sprache. Die in denselben Zeitraum fallende vorübergehende (bis in der Zeit zwischen 1936 und 1940 unter Josef Stalin kyrillische Alphabete eingeführt wurden) Einführung der lateinischen Schrift für die Turksprachen in den Staaten der Sowjetunion erleichterte die Verwendung des lateinischen Alphabets auch in der Türkei. Dieser Reformschritt vergrößerte die kulturelle Distanz zur osmanischen und mehr noch zur islamischen Vergangenheit der Türken. Die Säkularisierung der modernen Türkei setzte sich damit fort. Erwägungen, die arabische Schrift des Türkischen zu reformieren oder sogar durch die lateinische Schrift zu ersetzen, waren in der Türkei allerdings nicht neu. In der Tanzimat-Ära hatte bereits der Bildungsminister Münif Pascha mit diesem Gedanken gespielt. Münif Pascha sah die arabische Schrift als Ursache für den verbreiteten Analphabetismus in der damaligen Türkei.
Nach der Gründung der Türkischen Republik 1923 begann man in den 1930er Jahren, fremde Lehnwörter durch teils bereits vorhandene, teils neugebildete türkische Wörter zu ersetzen. Diese Ersetzungen des hergebrachten Wortschatzes sind bis heute nicht vollständig durchgeführt, so dass sich immer noch viele Wörter arabischen und persischen Ursprungs finden. In vielen türkischen Dialekten sind Gräzismen vertreten, die in der bäuerlichen Terminologie oder in der Seefahrt-, Fischfang-, Weinbau-, Bienenzuchtterminologie vorkommen. Armenismen kommen in türkischen Dialekten seltener vor. Seit dem 19. Jahrhundert kam vor allem Vokabular französischer, im 20. Jahrhundert auch englischer Herkunft hinzu.
Die Türk Dil Kurumu, die Gesellschaft der türkischen Sprache, ist eine staatliche Einrichtung, die 1932 zur Returkisierung bzw. Modernisierung der türkischen Sprache gegründet wurde. Oberstes Ziel dieser Gesellschaft war anfangs, zahlreiche arabische und persische Wörter durch traditionelle türkische Entsprechungen und, wenn es diese nicht gab, ohne Rücksicht auf die anderen Turksprachen durch eigens geschaffene „neu-türkische“ Wörter zu ersetzen. Die 1951 entstaatlichte und mit der Verfassung von 1982 der Atatürk Kültür, Dil ve Tarih Yüksek Kurumu unterstellte und wieder unter staatlichen Einfluss gebrachte Türk Dil Kurumu betreibt heute keine Sprachreformpolitik mehr.

## Phonologie

### Konsonanten
| Konsonanten des Standardtürkischen | Konsonanten des Standardtürkischen | Konsonanten des Standardtürkischen | Konsonanten des Standardtürkischen | Konsonanten des Standardtürkischen | Konsonanten des Standardtürkischen | Konsonanten des Standardtürkischen | Konsonanten des Standardtürkischen | Konsonanten des Standardtürkischen | Konsonanten des Standardtürkischen | Konsonanten des Standardtürkischen | Konsonanten des Standardtürkischen | Konsonanten des Standardtürkischen | Konsonanten des Standardtürkischen | Konsonanten des Standardtürkischen | Konsonanten des Standardtürkischen | Konsonanten des Standardtürkischen |
|                                    | Bilabial                           | Bilabial                           | Labiodental                        | Labiodental                        | Dental                             | Dental                             | Alveolar                           | Alveolar                           | Postalveolar                       | Postalveolar                       | Palatal                            | Palatal                            | Velar                              | Velar                              | Glottal                            | Glottal                            |
| ---------------------------------- | ---------------------------------- | ---------------------------------- | ---------------------------------- | ---------------------------------- | ---------------------------------- | ---------------------------------- | ---------------------------------- | ---------------------------------- | ---------------------------------- | ---------------------------------- | ---------------------------------- | ---------------------------------- | ---------------------------------- | ---------------------------------- | ---------------------------------- | ---------------------------------- |
| Plosive                            | p                                  | b                                  |                                    |                                    | t                                  | d                                  |                                    |                                    |                                    |                                    | c                                  | ɟ                                  | k                                  | ɡ                                  |                                    |                                    |
| Nasal                              | m                                  | m                                  |                                    |                                    | n                                  | n                                  |                                    |                                    |                                    |                                    |                                    |                                    |                                    |                                    |                                    |                                    |
| Frikativ                           |                                    |                                    | f                                  | v                                  | s                                  | z                                  |                                    |                                    | ʃ                                  | ʒ                                  |                                    |                                    |                                    | ɣ                                  | h                                  |                                    |
| Affrikate                          |                                    |                                    |                                    |                                    |                                    |                                    | tʃ                                 | dʒ                                 |                                    |                                    |                                    |                                    |                                    |                                    |                                    |                                    |
| Flap                               |                                    |                                    |                                    |                                    |                                    |                                    | ɾ                                  | ɾ                                  |                                    |                                    |                                    |                                    |                                    |                                    |                                    |                                    |
| Approximant                        |                                    |                                    |                                    |                                    |                                    |                                    |                                    |                                    |                                    |                                    | j                                  | j                                  |                                    |                                    |                                    |                                    |
| Lateral                            |                                    |                                    |                                    |                                    | ɫ                                  | ɫ                                  |                                    |                                    | l                                  | l                                  |                                    |                                    |                                    |                                    |                                    |                                    |

Das Phonem /⁠ɣ⁠/ (normalerweise yumuşak g genannt („weiches g“)), ğ erscheint niemals am Wortanfang, sondern folgt stets einem Vokal. Am Wortende oder vor Konsonanten wird es nicht ausgesprochen, sondern zeigt sich in Form einer langen Aussprache des vorhergehenden Vokals.
In Wörtern türkischen Ursprungs stellen die Laute /⁠c⁠/, /⁠ɟ⁠/ und /⁠l⁠/ Allophone von /⁠k⁠/, /⁠g⁠/ und /⁠ɫ⁠/ dar; die ersteren erscheinen vor Vorderzungenvokalen, die letzteren vor Hinterzungenvokalen. Die Verteilung dieser Phoneme ist jedoch in Wörtern und Eigennamen fremdsprachlichen Ursprungs oft unvorhersehbar. In solchen Wörtern erscheinen /⁠c⁠/, /⁠ɟ⁠/ und /⁠l⁠/ oft vor Hinterzungenvokalen.
Das Türkische ist (ähnlich wie das Deutsche) auslautverhärtend, d. h. stimmhafte Konsonanten werden am Ende eines Wortes stimmlos, so lautet der eigentliche Stamm von kebap kebab-. Die Auslautverhärtung im Türkischen betrifft nur Verschlusslaute und Affrikaten, nicht die Frikative.

### Vokale
| Türkische Vokale | Türkische Vokale | Türkische Vokale | Türkische Vokale | Türkische Vokale |
|                  | Vorne            | Vorne            | Hinten           | Hinten           |
|                  | Ungerundet       | Gerundet         | Ungerundet       | Gerundet         |
| ---------------- | ---------------- | ---------------- | ---------------- | ---------------- |
| Hoch             | i [⁠i⁠], e [⁠e⁠]     | ü [⁠y⁠]            | ı [⁠ɯ⁠]            | u [⁠u⁠]            |
| Tief             | e [⁠æ⁠]            | ö [⁠œ⁠]            | a [⁠a⁠]            | o [⁠o⁠]            |

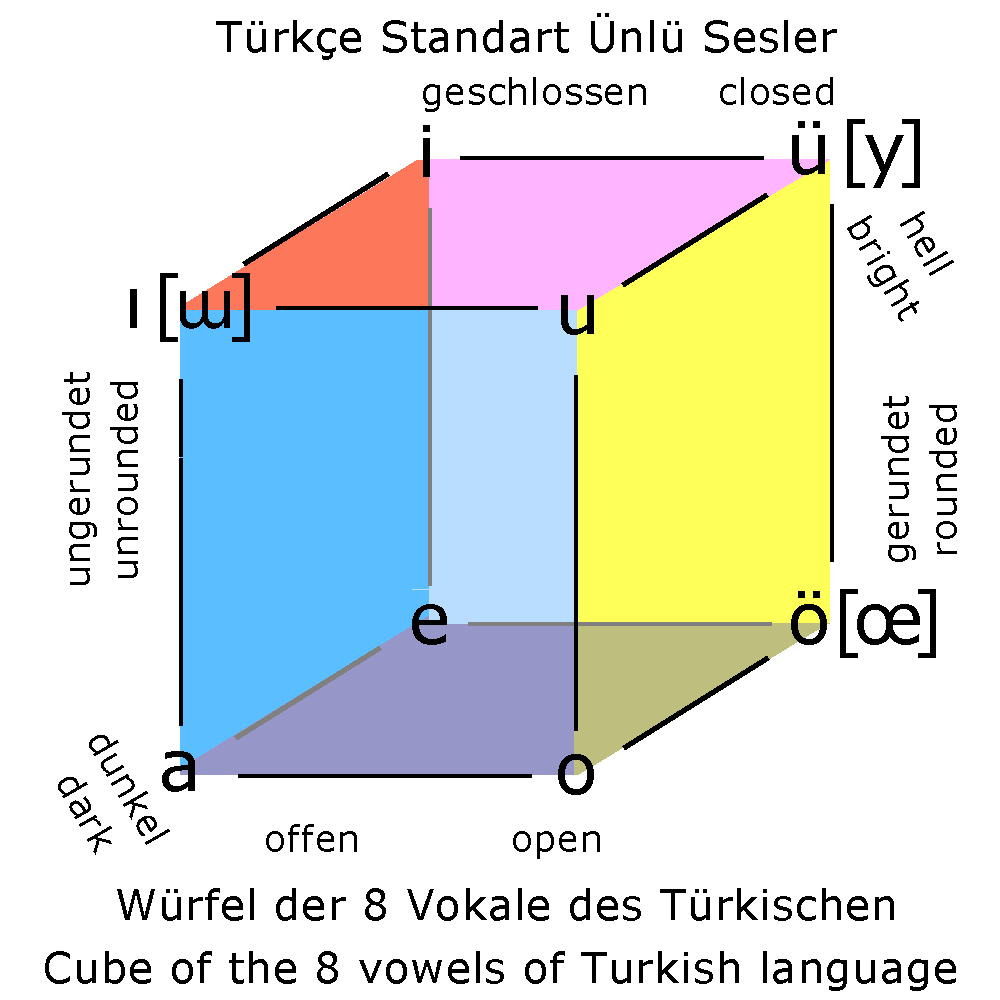
Die Anordnung der türkischen Vokale als Würfel erklärt auch die Regeln der Vokalharmonie

Die Vokale der türkischen Sprache sind, in ihrer alphabetischen Reihenfolge, a, e, ı, i, o, ö, u und ü. Der Buchstabe e wird sowohl regelmäßig für den ungerundeten fast offenen Vorderzungenvokal, als auch seltener für den ungerundeten halbgeschlossenen Vorderzungenvokal verwendet. Das <ı> ohne Punkt ist der ungerundete geschlossene Hinterzungenvokal [⁠ɯ⁠]. Im Türkischen gibt es keine Diphthonge; wenn zwei Vokale aufeinandertreffen, was selten und nur in Lehnwörtern geschieht, wird jeder Vokal einzeln ausgesprochen. Jedoch kann eine Art Diphthong auftreten, wenn das yumuşak g zwischen zwei Vokalen steht. So kann das Wort soğuk („kalt“) von manchen Sprechern [soʊk] ausgesprochen werden.

## Alphabete
Die älteste türkische Schrift ist die türkische Runenschrift mit 38 Zeichen.
Ab dem 10. Jahrhundert galten die Oghusen als islamisiert, und sie übernahmen die arabische Schrift, die um vier von Persern hinzugefügte Konsonanten ergänzt war. Das osmanisch-türkische Alphabet beinhaltete darüber hinaus noch einen von den Türken selbst hinzugefügten Konsonanten, den kāf-i nūnī oder sağır kef (ñ / ﯓ).
Anfang 1926 nahm Mustafa Kemal Atatürk im aserbaidschanischen Baku an einem Kongress der Turkologen teil, bei dem unter anderem die Schaffung einer Lateinschrift für die Turkvölker gefordert wurde. Aserbaidschan hatte schon seit 1922 eine lateinisch-basierte Schrift: das einheitliche türkische Alphabet.
Seit 1928 wird das Türkeitürkische durch eine von Kemal Atatürk mitentwickelte Variante der lateinischen Schrift wiedergegeben. Atatürk nannte dieses neue Schriftsystem Neues türkisches Alphabet. Grundlage für die Neuschreibung der Wörter wie für die allgemeine Sprachreform war der Istanbuler Dialekt. Bei den Schreib- und Ausspracheregeln existieren deshalb keine Ausnahmen.
Das heutige Alphabet des Türkeitürkischen umfasst 29 Buchstaben, wobei jedem Buchstaben ein Laut zugeordnet ist:
a b c ç d e f g ğ h ı i j k l m n o ö p r s ş t u ü v y z
Die in der lateinischen Schrift vorkommenden Buchstaben q, w und x sowie die in der deutschen Schrift verwendeten Buchstaben ä und ß kommen nicht vor. j erscheint nur in einigen Fremdwörtern wie jakuzi „Whirlpool“. Im Türkischen wird der Buchstabe i (i mit Punkt) auch als Großbuchstabe mit einem Punkt geschrieben (İ), während der Großbuchstabe I dem Kleinbuchstaben ı (ı ohne Punkt) entspricht.
Sofern nicht ohnehin ein Buchstabieralphabet benutzt wird, ist die Benennung der Buchstaben regelmäßig: Vokale werden als solche ausgesprochen, Konsonanten mit einem e ergänzt. Die Stadt İzmir würde also i ze me i re buchstabiert.

### Besonderheiten bei der Aussprache
| Schriftzeichen | Lautzeichen | Beschreibung |
| -------------- | ----------- | --- |
| c              | [⁠dʒ⁠]        | Affrikate wie dt. dsch in Dschungel |
| ç              | [⁠tʃ⁠]        | Affrikate wie dt. tsch in Kutsche |
| e              | [⁠ɛ⁠]         | Ungerundeter halboffener Vorderzungenvokal wie dt. ä in hätte, in erster Silbe gelegentlich auch geschlossenes e wie in Enge |
| ğ              | [⁠ː⁠], [⁠j⁠]    | yumuşak/weiches g: zeigt am Silbenende die Längung des davor stehenden Vokals an (vergleichbar mit dem deutschen Dehnungs-h), kann auch einen fließenden Übergang von einem Vokal zum nächsten bewirken; nach Vorderzungenvokalen (e, i, ö, ü) oft als stimmhafter palataler Approximant wie dt. j in Seejungfrau |
| h              | [⁠h⁠]         | Stimmloser glottaler Frikativ wie dt. h in Haus |
| ı              | [⁠ɯ⁠]         | Ungerundeter geschlossener Hinterzungenvokal, auch: ungerundetes u |
| j              | [⁠ʒ⁠]         | Stimmhafter postalveolarer Frikativ wie dt. j in Journal |
| o              | [⁠ɔ⁠]         | Gerundeter halboffener Hinterzungenvokal wie dt. o in Gott |
| ö              | [⁠œ⁠]         | Gerundeter halboffener Vorderzungenvokal wie dt. ö in möchte |
| r              | [ɾ]         | Stimmhafter alveolarer Vibrant Zungenspitzen-r, am Wortende mit einem deutlichen Reibegeräusch |
| s              | [⁠s⁠]         | Stimmloser alveolarer Frikativ wie dt. s in Haus oder ß in außen |
| ş              | [⁠ʃ⁠]         | Stimmloser postalveolarer Frikativ wie dt. sch in Schule |
| v              | [⁠v⁠]         | Stimmhafter labiodentaler Frikativ wie dt. w in Wasser |
| y              | [⁠j⁠]         | Stimmhafter palataler Approximant wie dt. j in Jacke |
| z              | [⁠z⁠]         | Stimmhafter alveolarer Frikativ wie dt. s in Sage |

Die übrigen Laute werden wie im Deutschen ausgesprochen.

#### Stimmhafte und stimmlose Konsonanten
Bei der Bildung von Begriffen aus Wörtern, die auf Konsonanten enden, und bei Suffixen muss stets die Stimmhaftigkeit des Endkonsonanten beachtet werden. Es wird unterschieden zwischen stimmhaften und stimmlosen Konsonanten. Die stimmlosen Konsonanten ç, f, h, k, p, s, ş und t lassen sich mit den Merksätzen Çift Haseki Paşa („doppelter Haseki-Pascha“) oder Fe Paşa çok hasta („Fe Pascha ist sehr krank“) einprägen. Wird nun ein Suffix an einen stimmlosen Konsonanten angehängt, so muss ein stimmhafter Konsonant im Suffixanlaut angepasst werden.
| Konsonant | wird angepasst zu | Beispiel mit normalem Auslaut                              | mit Suffix                                      | Beispiel mit auslautendem stimmlosen Konsonanten | mit Suffix            |
| --------- | ----------------- | ---------------------------------------------------------- | ----------------------------------------------- | ------------------------------------------------ | --------------------- |
| (b)       | (p)               | (Kein Suffix mit anlautendem b- bekannt)                   | -                                               | -                                                | -                     |
| c         | ç                 | demir (Eisen)                                              | demirci (Eisenwarenhändler, Schmied, Schlosser) | fotoğraf (Fotografie)                            | fotoğrafçı (Fotograf) |
| g, ğ      | k                 | kız-mak (heiß werden, fig. auch: wütend werden, Infinitiv) | kızgın (heiß, wütend)                           | çalış-mak (arbeiten, Infinitiv)                  | çalışkan (fleißig)    |
| d         | t                 | ev (Haus)                                                  | evde (im Haus)                                  | sepet (Korb)                                     | sepette (im Korb)     |

Umgekehrt verwandeln sich die stimmlosen Konsonanten p, t, k und ç im Auslaut eines Wortes oft in ihr stimmhaftes Pendant (b, d, g bzw. ğ und c), wenn vokalisch anlautende Suffixe angeschlossen werden. Davon sind besonders mehrsilbige Substantive betroffen und von diesen wiederum sehr viele, die auf -k enden. Viele dieser im Türkischen auf -p, -t oder -ç auslautenden Wörter sind Fremdwörter, die in der Ursprungssprache (zumeist Arabisch) auf -b, -d oder -c (bzw. ǧ) auslauteten und bei vokalischem Suffixanlaut ihre ursprüngliche Form wieder annehmen. Dies ist aber eher eine orthographische Regel, die in der gesprochenen Sprache nicht immer befolgt wird. Auch auslautendes, ursprüngliches -g kann davon betroffen sein: renk (bedeutet „Farbe, Farbton“), aber menekşerengi („veilchenfarbig, violett“).
| Stimmhaft    | Verbindung             | Stimmlos     | Verbindung             |
| ------------ | ---------------------- | ------------ | ---------------------- |
| ev (Haus)    | evim (mein Haus)       | çocuk (Kind) | çocuğum (mein Kind)    |
| altın (Gold) | altını (das Gold Akk.) | kitap (Buch) | kitabı (das Buch Akk.) |

Vor allem bei der Bildung von Lokativ- und Possessivverbindungen sowie Deklinationen spielt dies eine Rolle.

#### Zirkumflex als Hilfszeichen
In einigen Wörtern wird der Zirkumflex (ˆ, türkisch uzatma işareti) verwendet. Dieses Zeichen gibt die Länge des Vokals an und dient oft zur Unterscheidung zweier ansonsten gleich geschriebener Wörter (beispielsweise adet ‚Anzahl‘ gegenüber âdet ‚Gewohnheit‘), ist jedoch heute in den meisten Fällen außer Gebrauch geraten. Der Zirkumflex kann auch die Palatalisierung eines Konsonanten anzeigen (beispielsweise kâğıt ‚Papier‘) und findet sich dann häufiger.

## Vokalharmonie
Vorgeschichte: Osmanische Sprache#Vokalharmonie
Eine Besonderheit der türkischen Sprache ist die Lautharmonie (Palatalharmonie), welche zwischen hellen (vorderen) und dunklen (hinteren) Vokalen und Konsonanten unterscheidet. Das Gesetz der Lautharmonie zieht sich durch die gesamte türkische Formenlehre. Im modernen türkischen Lateinalphabet werden die vorderen und hinteren Varianten der Buchstaben g, k und l graphisch nicht unterschieden, man spricht daher auch von Vokalharmonie. Ein rein türkisches Wort (bis auf wenige Ausnahmen) enthält nur Vokale aus der Reihe der hellen (e, i, ö, ü) oder der dunklen (a, ı, o, u) Vokale. Wird ein Suffix an ein Wort angehängt, muss der Vokal des Suffixes dem sich anpassen, bei Fremdwörtern und den sehr seltenen türkischen Wörtern, die nicht der Vokalharmonie unterliegen, ist der Vokal der letzten Silbe des Grundwortes in der Regel maßgeblich. Bei Fremdwörtern, die auf k, g und l enden, entscheidet hingegen die Färbung dieses Konsonanten, wobei l meist als heller Laut gilt. So wird von gol (von englisch: goal, geschossenes Fußball- oder anderes Tor) golcü (Torschütze) abgeleitet und der Plural lautet goller.
Je nachdem, ob zur Palatal- auch die Labialharmonie hinzutritt, die auch zwischen runden und nicht runden Vokalen unterscheidet, spricht man von kleiner und großer Vokalharmonie.

### Kleine Vokalharmonie
Sie unterscheidet nur zwischen hellen und dunklen Vokalen. Die Vokale der Suffixe nach der kleinen Vokalharmonie sind zweifach und lauten e/a. Sie sind also nicht-hoch.
| Vokale     | Beispiel (sing.) | Beispiel (pl.)  | Beispiel Lokativ          |
| ---------- | ---------------- | --------------- | ------------------------- |
| e, i, ö, ü | ev (Haus)        | evler (Häuser)  | evlerde (in den Häusern)  |
| e, i, ö, ü | köy (Dorf)       | köyler (Dörfer) | köylerde (in den Dörfern) |
| a, ı, o, u | oda (Zimmer)     | odalar (Zimmer) | odalarda (in den Zimmern) |
| a, ı, o, u | yol (Weg)        | yollar (Wege)   | yollarda (auf den Wegen)  |

Die kleine Vokalharmonie tritt u. a. bei den Pluralsuffixen und einigen Kasussuffixen auf.

### Große Vokalharmonie
Bei der großen Vokalharmonie haben die Suffixe vier (statt zwei) mögliche Formen. Sie werden bei den Suffixen verwendet, die mit einem der hohen Vokale i/ı/ü/u vokalisiert werden. Der Vokal richtet sich jeweils nach dem (letzten) Vokal im Grundwort. Es gilt folgendes Schema:
| Vokal im Grundwort | führt zu | Beispiel (Nom.) | Beispiel (Akk.)     |
| ------------------ | -------- | --------------- | ------------------- |
| e, i               | i        | ev (Haus)       | evi (das Haus Akk.) |
| a, ı               | ı        | dal (Ast)       | dalı (den Ast Akk.) |
| ö, ü               | ü        | göl (See)       | gölü (den See Akk.) |
| o, u               | u        | yol (Weg)       | yolu (den Weg Akk.) |

Die große Vokalharmonie erfolgt u. a. bei allen Personal- und Possessivsuffixen, beim Fragesuffix mi und bei den Kasussuffixen des Genitivs und des Akkusativs.
Als weiteres Beispiel für die große Vokalharmonie dient die Endung -li/-lı/-lu/-lü; („aus … stammend“): Berlinli (der Berliner/die Berlinerin), aber: Ankaralı, Bonnlu, Kölnlü.
Es kommt vor, dass infolge der Vokalharmonie mehrere Endungen mit dem gleichen Vokal aufeinander folgen (zum Beispiel huzursuzsunuz: ihr seid unruhig, üzgünsünüz: „ihr seid traurig, es tut euch leid“).

## Konsonantenharmonie
Vorgeschichte: Osmanische Sprache#Konsonantenharmonie
Die stimmlosen Verschlusslaute t und k werden in ihre stimmhaften Entsprechungen umgewandelt, wenn ihnen ein Vokal folgt. Aus t wird d, aus k wird ğ. Beispiele: gitmek (gehen) ⇒ gider – er geht; büyük – groß, büyüğüm – ich bin groß (s. Stimmhafte und stimmlose Konsonanten).

## Grammatik
Die türkischen Sprachen sind agglutinierend und unterscheiden sich somit wesentlich von den indogermanischen Sprachen. Agglutination bedeutet, dass grammatische Formen durch eine (eindeutige) Endung angezeigt werden. Dabei können mehrere Endungen aufeinander folgen, wobei die Reihenfolge festgelegt ist.
Beispiel:
Uçurtmayı vurmasınlar. – „Sie sollen den Drachen nicht runterschießen.“ (Filmtitel)
Man könnte den Satz wie folgt zerlegen:  Uçurtma-yı vur-ma-sın-lar. – [Ein/Den] Drachen-den runterschießen-nicht-sollen-sie.
Die Endung -yı zeigt den bestimmten Akkusativ an; -ma steht für die Verneinung; -sın steht für den Imperativ, -lar für die 3. Person Mehrzahl.
In der türkischen Sprache gibt es keinen Artikel. Zur Kennzeichnung einer einzelnen, individuellen, aber nicht weiter bestimmten Sache (das sind Fälle, in denen im Deutschen der unbestimmte Artikel verwendet wird) kann im Türkischen das Zahlwort bir (eins) stehen. Unbestimmtheit kann auch durch andere grammatische Mittel ausgedrückt werden, dabei bleibt aber offen, ob es sich um einen oder mehrere Gegenstände handelt.
Weiterhin kennt das Türkische kein grammatisches Geschlecht, so kann kardeş sowohl Bruder als auch Schwester bedeuten, sofern es nicht durch erkek bzw. kız näher definiert wird oder sich aus dem Zusammenhang ergibt (Ayşe kardeşim – meine Schwester Ayşe; erkek kardeşim hasta – mein Bruder ist krank). Das Pronomen o steht für er, sie oder es.
Türkisch weist die Satzstellung Subjekt – Objekt – Verb auf, ist also eine SOV-Sprache. Eine weitere Besonderheit für Sprecher der meisten europäischen Sprachen ist, dass es keine Präpositionen gibt, sondern ausschließlich Postpositionen verwendet werden. Beispiele: Fatma için – für Fatma; gül gibi – wie (eine) Rose.

### Fälle
Vorgeschichte: Osmanische Sprache#Fälle
Im Türkischen zählt man gemeinhin sechs Fälle: Nominativ, Genitiv, Dativ, Akkusativ (bestimmt: eigene Endung; unbestimmt: formengleich mit dem Nominativ), Lokativ und Ablativ. Die entsprechenden Endungen sind
- Nominativ (auch Indefinit oder Grundform genannt): Antworten auf die Fragen kim – wer? – und ne – was?; endungslos. Bsp.: göl – der See, ein See; araba – Wagen, çorba – Suppe
  - Dieser Kasus ohne Auszeichnung tritt auch dort auf, wo durch Wortstellung, Wortbedeutung oder andere grammatische Mittel eine Kasusbezeichnung entbehrlich ist, wenn sie nicht aus Gründen der Bestimmtheit oder Betonung verwendet wird, so
    - als unbestimmtes (Akkusativ-)Objekt: tavşan getirmiş – er brachte (einen) Hasen (die Zahl der Hasen bleibt ungenannt, einer oder mehrere), çorba yapıyor – sie kocht Suppe
    - als unbestimmtes Attribut einer Genitiv-Verbindung, wenn keine konkrete Beziehung, etwa ein explizites Besitzverhältnis, sondern eine abstrakte Beziehung oder ein Individualisierungsverhältnis besteht: ev kapısı - die Haustür (wörtlich: Haus seine Tür), sarhoşçular kulübü – wahlweise zu übersetzen mit: der „Klub der Säufer“ (als feststehender Name) oder: der Klub „Die Säufer“, aber: sarhoşçuların kulübü – der Klub der Säufer (eine Gemeinschaft oder ein Verein, dessen Mitglieder Säufer/Alkoholiker sind), Ankara şehri – die Stadt Ankara, Ankara valisi – der Gouverneur von Ankara (Amtsbezeichnung), dagegen mit Genitivsuffix: Ankara'nın valisi – der Gouverneur, der Ankara regiert, der Ankara vorsteht (und nicht ein sonstiger Gouverneur, etwa von Sivas oder Istanbul)
    - bei geeigneter Bedeutung als Adverbiale, meist als Zeitbestimmung: bugün – (eig. bu gün „dieser Tag“) heute, ertesi gün – (wörtl.: „der darauffolgende Tag“) übermorgen, geçen yıl − (wörtl.: „das vergangene Jahr“) letztes Jahr yılbaşı (wörtl.: „Neujahr“) an Neujahr, zu Neujahr
- Genitiv: Antwort auf die Frage kimin – wessen?; die Genitivendung lautet -in, -ın, -un, -ün. Bsp.: gölün – des Sees; evin – des Hauses
  - nach Vokal tritt der Bindekonsonant -n- als Hiatustilger hinzu. Bsp.: paşanın – des Paschas; arabanın – des Wagens
  - Das Genitivattribut muss vorangestellt werden und das durch das Genitivattribut bestimmte Wort muss so gut wie ausnahmslos durch das Possessivsuffix der 3. Person gekennzeichnet werden: balıkçı-nın sandal-ı − das Boot des Fischers, wörtlich: des Fischers sein Boot
- Dativ: Antwort auf die Fragen kime – wem? – und nereye – wohin?; die Dativendung lautet -e, -a. Bsp.: eve – (zu) dem Haus, nach Hause, göze – (zu) dem Auge; göle – (zu) dem See; dağa – dem Berg, zum Berg
  - nach Vokal tritt der Bindekonsonant -y- als Hiatustilger hinzu. Bsp.: hocaya – (zu) dem Hodscha; arabaya – (zu) dem Wagen
- Akkusativ: Antwort auf die Fragen kimi – wen? – und neyi – was? (betont); die Akkusativendung lautet -i, -ı, -u, -ü. Bsp.: gölü – den See, arabayı – den Wagen (y ist Hiatustilger), tavşanı getirmiş – er brachte den Hasen. Der Akkusativ wird verwendet, wenn das direkte Objekt hervorgehoben, bestimmt oder betont werden soll und etwa deswegen auch sich an einem anderen Ort befindet, als es durch die üblichen Satzstruktur vorgegeben ist
- Lokativ: Antwort auf die Frage nerede – wo? oder auch: nezaman – wann?; die Lokativendung ist -de, -da bzw. -te und -ta nach stimmlosem Konsonant. Bsp.: gölde – im See, arabada – im Wagen, şehirde – in der Stadt; mektepte – in der Schule, kafeste – im Käfig, başta – am Kopf, am Anfang, Münih'te – in München, hayatta – am Leben
- Ablativ: Antwort auf die Fragen nereden – von wo?, woher? und neden – warum?; die Ablativendung ist -den, -dan bzw. -ten und -tan nach stimmlosem Konsonant. Bsp.: gölden – vom See her, arabadan – aus dem Wagen (heraus); ekmekten – vom Brot, sabahtan – seit dem Morgen

Bei Eigennamen wird vor dem Suffix (oder ggf. vor den jeweiligen Bindekonsonanten -y-, -n- oder -s-) ein Apostroph geschrieben, Bsp.: Ali'nin annesi – Alis Mutter; Deniz'e – [dem/der] Deniz (aber denize – ans Meer), Ankara'ya – nach Ankara; Barış'ı – [den] Barış (aber barışı – den Frieden); Eskişehir'de – in Eskişehir (aber şehirde – in der Stadt); Kıbrıs'tan – aus/von Zypern; auch bei aus mehreren Wörtern bestehenden Eigennamen: Lozan Antlaşması'nda – im Vertrag von Lausanne. Dieser Apostroph wird nicht gesprochen, im Gegensatz zu dem Apostroph, der vor allem in älteren Texten zwischen Konsonant und Vokal für ein ursprüngliches arabisches Hamza oder ʿAin geschrieben wird, das im Anlaut und Inlaut (im Auslaut stumm) als Stimmansatz gesprochen wird, Bsp.: men bzw. meni – das Verbot, Akkusativ: men'i.
Zur Kennzeichnung eines Plurals wird das Suffix -lar, -ler verwendet. Es tritt vor allen anderen Suffixen, also auch vor den Kasussuffixen, unmittelbar an den Wortstamm. Bsp.: hoca – der Hodscha, hocalar – die Hodschas; göl – der See, göller – die Seen; göllerde – in den Seen (Lokativ Plural).
Gelegentlich sind im Türkischen noch Reste von Kasusbildungen vorhanden, deren Suffixe aber nicht mehr produktiv sind und die nur mehr in festen Redewendungen und bei bestimmten Vokabeln vorkommen. Hierzu zählt ein archaischer Instrumentalis mit der Endung -in / -ın; diese Form ist in wenigen Worten heute noch anzutreffen, z. B. yazın (im Sommer, sommers), kışın (im Winter, winters), gelmeksizin (ohne zu kommen). In früherer Zeit war dieser Kasus noch weiter verbreitet.
Weiter werden gelegentlich auch Ableitungen, die anderwärts der Wortbildung zugerechnet werden, als eigene Kasusbildungen geführt, wie die auf -ce/-ca als Äquativ oder Relativ oder auf -siz/-sız/-suz/-süz als Abessiv. Zusammenziehungen mit der Postposition ile (mit), die unter Wegfall des anlautenden i- in der Form -le/-la enklitisch an das Bezugswort treten, werden von Korkut Buğday als Instrumentalis bezeichnet, anderwärts aber zutreffender als Komitativ. Die angeführten Beispiele: halk ile ⇒ halkla (mit dem Volk), eşim ile ⇒ eşimle (mit meinem Partner); nach Vokal verwandelt sich das -i- zum -y-, ümidi ile ⇒ ümidiyle (mit der Hoffnung), araba ile ⇒ arabayla (mit dem Wagen) sind oft keine Antworten auf die Frage Womit?, sondern auf die Frage Mit wem/was?.

### Die Konjugation der Verben
Im Türkischen werden alle Kategorien der Konjugation, nämlich Genus verbi, Tempus und Person, jeweils durch verschiedene aneinanderzureihende Suffixe ausgedrückt. Lediglich Person und Numerus werden durch dieselbe Klasse von Suffixen ausgedrückt, es gibt also nur ein Suffix für die 1. Person Plural und nicht ein Suffix für die 1. Person generell und eines zusätzlich für den Plural. Eine Ausnahme von dieser Regel betrifft die 3. Person. Hier ist das Personalsuffix (in der Mehrzahl der Tempora wird die 3. Person allerdings durch die Grundform, also ohne Suffix, ausgedrückt) in Singular und Plural gleich und der Plural wird durch das Pluralsuffix -ler/-lar wiedergegeben. Der Plural der 3. Person wird beim Prädikat aber nur dann zum Ausdruck gebracht, wenn der Satz kein ausdrückliches pluralisches Subjekt enthält, das Subjekt also im Prädikat inhärent enthalten ist.
Beispiele für die 3. Person:

im Singular: Ahmet geliyor – Ahmet kommt. Mit inhärentem Subjekt: Geliyor – Er kommt. Mit Verwendung des Personalpronomens: O geliyor – Er kommt.

im Plural: Öğrenciler geliyor – Die Schüler kommen. Mit inhärentem Subjekt: Geliyorlar – Sie kommen. Mit Verwendung des Personalpronomens: Onlar geliyor – Sie kommen.
An Genera Verbi gibt es im Türkischen weit mehr als im Deutschen. Neben dem Passiv existieren ein Kausativ, ein Reflexiv und ein Reziprok. Die Suffixe können auch kombiniert werden.
Beispiele:

für Kausativ: doğmak – zur Welt kommen, doğ-ur-mak – gebären, doğur-t-mak – entbinden, doğurt-tur-mak – entbinden lassen

für Reflexiv: sevmek – lieben, sev-in-mek – sich freuen, (Kombination mit Kausativ:) sevin-dir-mek – erfreuen, (mit Passiv:) sevindir-il-mek – erfreut werden

für Reziprok: öpmek – küssen, öp-üş-mek – sich küssen
Diesen Genera verbi stehen die Verneinungs- und die Unmöglichkeitformen nahe: Grundform: gelmek – kommen, verneinte Form: gel-me-mek – nicht kommen, Unmöglichkeitform: gel-eme-mek – nicht kommen können.
Im Türkischen gibt es kein etwa dem Deutschen oder Lateinischen vergleichbares, auf die Einteilung in Präsens, Perfekt und Futur gestütztes Tempussystem. Auch ein Modus als eigenständige Kategorie ist nicht vorhanden. Dafür haben aber die türkischen Tempora auch modale oder aspektbezogene Bedeutungen, einige haben sogar hauptsächlich modale Bedeutung. An einfachen Tempora, die eine zeitbezogene Bedeutung haben, sind zu nennen: (bestimmtes) Präsens, Aorist, (bestimmtes) Präteritum, Perfekt, auch unbestimmtes Präteritum genannt, und Futur. An weiteren „Zeitformen“ existieren der selten gewordene Optativ, der Nezessitativ (Notwendigkeitsform) sowie der Konditionalis. Im Gegensatz zu dem Konditional der indoeuropäischen Sprachen bezeichnet der Konditionalis im Türkischen nicht die (im Hauptsatz stehende) bedingte Handlung, sondern die (im Konditionalsatz stehende) bedingende Handlung.
Mit Ausnahme der Konditionalsätze werden Nebensätze fast nur durch Verbalnomina (Partizipien und Infinitive) sowie sogenannte Konverben ausgedrückt. Diese können auch ein eigenes Subjekt haben.
Die Konjugation türkischer Verben erfolgt nach sehr festen Gesetzmäßigkeiten. In der nachfolgenden Tabelle sind am Beispiel von gelmek (kommen) die einfachen Tempora dargestellt.
| Zeitform                     | Türkischer Verbstamm | Deutsche Entsprechung                                                  |
| ---------------------------- | -------------------- | ---------------------------------------------------------------------- |
| Präsens                      | geliyor*             | er kommt                                                               |
| Aorist                       | gelir                | er kommt (ich erwarte ihn; es ist eine Eigenart von ihm u. a.)         |
| Futur                        | gelecek              | er wird kommen                                                         |
| Perfekt                      | gelmiş               | er ist da, er ist gekommen (das habe ich von anderen erfahren)         |
| Präteritum                   | geldi                | er kam (ich habe ihn dabei gesehen)                                    |
| (potentieller) Konditionalis | gelse                | sollte er kommen                                                       |
| Nezessitativ                 | gelmeli              | er soll/muss kommen                                                    |
| Optativ                      | gele                 | er möge kommen (heute in der 3. Person ersetzt durch Imperativ gelsin) |

*) zu -yor- siehe die Anmerkung am Ende der folgenden Tabelle
Aus diesen Grundformen lassen sich durch beliebig viele Kombinationen mit Hilfsverben eine fast unbegrenzte Zahl weiterer Zeiten bilden, deren nuancenhaften Unterschiede im Deutschen oft kaum wiederzugeben sind. Das gebräuchlichste Hilfsverbum ist die Kopula sein, die in eigenen Formen nur im Präteritum (idi), im Perfekt (imiş) und im Konditionalis (ise) (sowie als Konverb iken) vorkommt. Die Formen des Hilfsverbums werden der modifizierten Form nachgestellt, übernehmen von dieser die Personalsuffixe und verschmelzen mit dieser oft zu einem Wort und gleichen sich dann wie Suffixe entsprechend der Vokalharmonie an: gelmiş idi > gelmişti. Für das Wort bulmak – finden lauten diese Formen bulmuş idi > bulmuştu. Die Zeitformen der Kopula haben z. T. eine von den Zeitformen der Vollverben abweichende Bedeutung und allein stehend eine besondere Art der Verneinung. Eine Auswahl der zusammengesetzten Zeiten, die auch im Deutschen eine Entsprechung haben, ist im Folgenden aufgeführt.
| Zeitform                               | Türkischer Verbstamm                           | Deutsche Entsprechung    |
| -------------------------------------- | ---------------------------------------------- | ------------------------ |
| Plusquamperfekt                        | gelmişti (< gelmiş idi)                        | er war gekommen          |
| Futur exakt                            | gelmiş olacak                                  | er wird gekommen sein    |
| Irrealis                               | gelirdi (< gelir idi)                          | er käme, er würde kommen |
| irrealer Konditionalis                 | gelseydi (< gelse idi)                         | wenn er käme             |
| irrealer Konditionalis des Perfekts    | gelmiş olsaydı (< gelmiş olsa idi)             | wenn er gekommen wäre    |
| realer Konditionalis der Gegenwart     | geliyorsa*, gelirse (< geliyor ise, gelir ise) | wenn er kommt            |
| realer Konditionalis der Vergangenheit | gelmişse (< gelmiş ise)                        | wenn er gekommen ist     |

-yor- unterliegt weder im osmanischen noch im modernen Türkisch der Vokalharmonie. Es ist der Rest eines ursprünglich selbständigen Wortes.

Neben diesen Formen existieren weitere Zeiten, etwa Umschreibungen mit dem Infinitiv, auf die hier aber nicht näher eingegangen werden kann. Es bestehen auch weitere Kombinationsmöglichkeiten mit Hilfsverben.
Zum Beispiel lassen sich Präsens und Präteritum des Hilfsverbums (idi) zur „-iyordu“-Vergangenheit, einem Imperfekt, kombinieren, das eine dauernde oder dauernd dargestellte Handlung in der Vergangenheit wiedergibt: geliyordu (er kam, entspricht etwa: he was coming im Englischen) oder der Aorist mit imiş: gelirmiş (er soll kommen als Ausdruck einer auf Mitteilungen anderer beruhender Erwartung). İmiş ist zwar formal ein Perfekt, hat aber keine Zeitbedeutung, sondern vermittelt lediglich den Aspekt des Hörensagens.
Die Verneinung wird in der Regel mit dem verneinten Verbalstamm (s. o.) gebildet. Eine Ausnahme bildet der Aorist, der ein eigenes Suffix für die verneinte Form besitzt. Z. B. lautet im Präteritum die verneinte Form von geldi – er ist gekommen gelmedi – er ist nicht gekommen. Im Aorist ist dies anders, die Verneinung von gelir – er kommt (schon) lautet gelmez – er kommt (definitiv) nicht. Weitere Ausnahmen sind die Kopula, die mit değil verneint wird, und das wichtige, zwischen Nomen und Verbum schwankende Wort var -vorhanden (sein), das zum Ausdruck für Besitz und Eigentum verwendet wird und mit yok ein eigenes Wort für die Verneinung besitzt.
Es gibt sowohl den vollen als auch den verkürzten Infinitiv. Der volle Infinitiv endet je nach Vokalharmonie auf -mek oder -mak. Der verkürzte Infinitiv endet auf -me oder -ma (gelme – das Kommen; gitme – das Gehen; yumurtlama – das Eierlegen; eskiden kalma – seit Alters her geblieben; doğma büyüme – geboren (und) aufgewachsen; dondurma – Speiseeis (wörtl.: eingefroren); dolma – gefüllt(-e Weinblätter/Paprikaschoten etc.)).

### Personalsuffixe
Im Türkischen werden die Personalsuffixe direkt an die Zeitformen angehängt. Die endungslosen Zeitformen von Aorist und Perfekt können auch adjektivisch als Partizipien verwendet werden:
gelmiş-im (mit Personalsuffix): ich bin gekommen (Perfekt), dagegen: gelmiş bir tren (als adjektivisches Partizip): ein (an)gekommener Zug
Die Personalsuffixe können auch unmittelbar an ein Nomen, gleich ob Substantiv oder Adjektiv, treten. In diesem Fall nehmen sie die Bedeutung einer Kopula an. Bei der Wahl der Suffixe ist auf die große Vokalharmonie zu achten.
|       | nach Konsonanten               | nach Vokalen                   | Beispiel                         |
| ----- | ------------------------------ | ------------------------------ | -------------------------------- |
| ben   | -im, -ım, -üm, -um             | -yim, -yım, -yüm, -yum         | İsviçreliyim (Ich bin Schweizer) |
| sen   | -sin, -sın, -sün, -sun         | -sin, -sın, -sün, -sun         | Türksün (Du bist Türke/Türkin)   |
| o     | -                              | -                              | Alman (Er/sie ist Deutsche/r)    |
| biz   | -iz- -ız, -üz, -uz             | -yiz, -yız, -yüz, -yuz         | yalnızız (wir sind allein)       |
| siz   | -siniz, -sınız, -sünüz, -sunuz | -siniz, -sınız, -sünüz, -sunuz | üzgünsünüz (ihr seid traurig)    |
| onlar | (-ler, -lar)                   | (-ler, -lar)                   | büyükler (sie sind groß)         |

In der dritten Person wird das Pluralsuffix weggelassen, wenn es zum Verständnis nicht erforderlich ist, weil etwa das Subjekt schon ein Plural ist: Evler büyük. (Die Häuser sind groß.)

### Possessivsuffixe und Genitivkonstruktionen
Die Zugehörigkeitsverhältnisse (Possessivverbindungen) werden im Türkischen so gebildet, dass direkt am betreffenden Nomen die Possessivendung angehängt wird. Dabei wird die große Vokalharmonie berücksichtigt. Ist der letzte Buchstabe des Wortes ein Konsonant, wird zudem auf dessen Stimmhaftigkeit geachtet.
- Beispiel araba (Wagen) wird zu arabam (mein Wagen).
- Beispiel çocuk (Kind) wird zu çocuğum (mein Kind)

|         | Nach Konsonant             | Nach Vokal             | Bedeutung |
| ------- | -------------------------- | ---------------------- | --------- |
| benim   | -im, -ım, -üm, -um         | -m                     | mein      |
| senin   | -in, -ın, -ün -un          | -n                     | dein      |
| onun    | -i, -ı, -ü, -u             | -si, -sı, -sü, -su     | sein      |
| bizim   | -imiz, -ımız, -ümüz, -umuz | -miz, -mız, -müz, -muz | unser     |
| sizin   | -iniz, -ınız, -ünüz, -unuz | -niz, -nız, -nüz, -nuz | euer      |
| onların | -i, -ı, -ü, -u             | -si, -sı, -sü, -su     | ihr       |

Eine wichtige Rolle spielen die Possessivsuffixe bei der Bildung von Genitivkonstruktionen. Der Genitiv drückt aus, dass eine andere Sache oder Person der oder zu der Person oder Sache gehört, die im Genitiv steht. Dieses in Genitiv stehende Substantiv oder Pronomen wird vorangestellt, und das Wort, das die zugehörige Person oder Sache bezeichnet, nimmt das passende Possessivsuffix an.
Beispiele mit Hervorhebung des Genitiv- und des Possessivsuffixes:
| Substantiv/Pronomen im Genitiv | zugehöriges Substantiv | Bedeutung                                                |
| ------------------------------ | ---------------------- | -------------------------------------------------------- |
| - (fehlender Genitiv)          | evim (mein Haus)       | mein Haus                                                |
| benim (meiner, von mir)        | evim (mein Haus)       | mein Haus (nicht deines, betont)                         |
| - (fehlender Genitiv)          | evi (sein Haus)        | sein Haus                                                |
| onun (seiner, von ihm)         | evi (sein Haus)        | sein Haus (nicht deines oder meines, betont)             |
| bunun (dessen, von diesem)     | evi (sein Haus)        | das Haus dieses Mannes/dieser Frau/von diesem/von dieser |
| müdürün (des Direktors)        | evi (sein Haus)        | das Haus des Direktors                                   |

#### Bildung von Begriffen durch Substantivverbindungen
Fällt das Genitivsuffix weg, verliert das betreffende Substantiv seine Individualität und wird zum Typ. Das Possessivsuffix der 3. Person (-(s)i/ı/ü/u) verknüpft dann zwei Substantive zu einem neuen Begriff.
| Substantiv 1          | Substantiv 2      | Genitivverbindung                                                              | neuer Begriff                   |
| --------------------- | ----------------- | ------------------------------------------------------------------------------ | ------------------------------- |
| iş (Arbeit, Geschäft) | yer (Ort)         | işin yeri (der Ort des, d. h. eines ganz bestimmten Geschäfts)                 | iş yeri (Arbeitsplatz)          |
| akşam (Abend)         | yemek (Essen)     | (bu) akşamın yemeği (das Essen an diesem Abend)                                | akşam yemeği (Abendessen)       |
| metro (U-Bahn)        | bilet (Fahrkarte) | metronun bileti (Karte für die U-Bahn, nicht etwa das Ticket für das Flugzeug) | metro bileti (U-Bahn-Fahrkarte) |
| ev (Haus)             | kapı (Tür)        | evin kapısı (die Tür des Hauses, d. h. eines individualisierten Hauses)        | ev kapısı (Haustür)             |

### Grammatikbeispiele für die Kombination der Suffixe
Die Reihenfolge, in der die verwendeten Suffixe an Substantive angehängt werden, ist strikt definiert. Als erstes wird das Pluralsuffix angehängt, dann folgen der Reihe nach das Possessivsuffix, das Kasussuffix und zum Schluss ein Personalsuffix:
| türkisch       | deutsch                                                  |
| -------------- | -------------------------------------------------------- |
| ev             | Haus                                                     |
| evde           | im Haus, zu Hause                                        |
| evler          | Häuser                                                   |
| evleriniz      | eure Häuser, beim Siezen: Ihre Häuser                    |
| evlerinizde    | in euren Häusern, bzw. in Ihren Häusern                  |
| evlerinizdeyiz | Wir sind in euren Häusern bzw. Wir sind in Ihren Häusern |

### Konjugation von Verben im Präsens
Das türkische Präsens hat dieselbe Bedeutung wie das deutsche Präsens. Das Besondere daran ist aber, dass es bei jedem Verb exakt gleich konjugiert wird und keine Ausnahmen kennt.
Bildungsregel: Verbstamm (+Bindevokal entsprechend der großen Vokalharmonie) + -yor + Personalsuffix -um/-sun/-/-uz/-sunuz/-lar
Beispiel gülmek (lachen):
1. Verbstamm gül
2. An den Stamm tritt der Bindevokal ü: gülü
3. Anhängen -yor: gülüyor (er/sie/es lacht)

Beispiel uyumak (schlafen):
1. Verbstamm uyu
2. Wegen des vokalischen Stammauslauts ist kein Bindevokal nötig
3. Anhängen -yor: uyuyor (er/sie/es schläft)

Beispiel aramak (suchen):
1. Verbstamm ara
2. Aus Gründen des Wohllauts wird ein nicht der großen Vokalharmonie unterliegender Auslautvokal wie das a von einem passenden Bindevokal (hier ı) verdrängt: arı
3. Anhängen -yor: arıyor (er/sie/es sucht)

| Verb                 | Ben       | Sen        | O       | Biz       | Siz          | Onlar      |
| -------------------- | --------- | ---------- | ------- | --------- | ------------ | ---------- |
| aramak (suchen)      | arıyorum  | arıyorsun  | arıyor  | arıyoruz  | arıyorsunuz  | arıyorlar  |
| olmak (sein, werden) | oluyorum  | oluyorsun  | oluyor  | oluyoruz  | oluyorsunuz  | oluyorlar  |
| gitmek (gehen)       | gidiyorum | gidiyorsun | gidiyor | gidiyoruz | gidiyorsunuz | gidiyorlar |

### Konjugation von Verben in der Vergangenheit
Die „di-Vergangenheit“ hat die gleiche Funktion wie das Perfekt oder das Imperfekt im Deutschen und wird gebraucht bei abgeschlossenen Handlungen.
Bildungsregel: Verbstamm + -di/-dı/-dü/-du + Personalsuffix -m/-n/-/-k/-niz/-ler.
Beispiel gitmek (gehen)
1. Verbstamm git
2. Anhängen von di und Anpassung an den stimmlosen Konsonanten t: gitti (er/sie/es ging/ist gegangen)

| Verb                     | Ben      | Sen      | O       | Biz      | Siz        | Onlar      |
| ------------------------ | -------- | -------- | ------- | -------- | ---------- | ---------- |
| aramak (suchen)          | aradım   | aradın   | aradı   | aradık   | aradınız   | aradılar   |
| olmak (sein, werden)     | oldum    | oldun    | oldu    | olduk    | oldunuz    | oldular    |
| gitmek (gehen)           | gittim   | gittin   | gitti   | gittik   | gittiniz   | gittiler   |
| düşürmek (fallen lassen) | düşürdüm | düşürdün | düşürdü | düşürdük | düşürdünüz | düşürdüler |

### Die Bildung von Begriffen aus Wortstämmen
| türkisch    | deutsch                                                         |
| ----------- | --------------------------------------------------------------- |
| göz         | Auge                                                            |
| gözlük      | Brille                                                          |
| gözlükçü    | Augenoptiker, Brillenverkäufer                                  |
| gözlükçülük | das Geschäft des Brillenverkäufers, der Beruf des Augenoptikers |

### Groß- und Kleinschreibung
Im Türkischen werden Satzanfänge, Eigennamen, Titel, Beinamen und Anreden groß geschrieben. Sprach-, Religions-, Volks-, Stammes- und Clanzugehörigkeit erscheinen ebenfalls mit initialen Großbuchstaben. Zusätzlich gibt es noch zahlreiche Sonderregeln.

## Wortschatz
Der Stamm von ursprünglichen türkischen Wörtern war in der Literatursprache des Osmanischen Reichs zu Gunsten von Lehnwörtern aus dem Persischen (Kunst, Kultur und Lebensart) und dem Arabischen (Religion) möglichst klein gehalten worden und galt als bäuerlich. Seit der zweiten Hälfte des 19. Jahrhunderts begann sich dies zunehmend zu ändern und gipfelte in der kemalistischen Sprachreform der 1930er Jahre. Nicht alle diese Lehnwörter konnten im modernen Türkisch durch alte türkische Wörter oder durch türkische Neuschöpfungen ersetzt werden. Der Umfang des Gebrauchs und der Verständlichkeit dieser Lehnwörter ist aber vom Kreis der Verwender und vom Publikum abhängig.

### Sprachen und Anzahl der Lehnwörter
Die neueste Ausgabe des Büyük Türkçe Sözlük („Großes Türkisches Wörterbuch“), des offiziellen Wörterbuches der türkischen Sprache, veröffentlicht durch das Institut für die türkische Sprache Türk Dil Kurumu, beinhaltet 616.767 Wörter, Ausdrücke, Begriffe und Nomen.
Obwohl bei der kemalistischen Sprachreform viele arabische und persische Wörter durch türkische ersetzt worden sind, liefert die arabische Sprache neben dem Französischen besonders viele Lehnwörter. Viele der Lehn- und Fremdwörter arabischen Ursprungs sind über das Persische entlehnt.
Die folgenden statistischen Angaben nach einem türkischen Wörterbuch von 2005 erfassen alle Wörter der Schriftsprache.
Insgesamt 14,18 % (14.816 von 104.481) der Wörter im Türkischen sind Lehnwörter. Lehnwörter stammen aus folgenden Sprachen (Rangfolge nach der Anzahl der Wörter):
| Sprache       | Entlehnungen | Erklärung                               |
| ------------- | ------------ | --------------------------------------- |
| Arabisch      | 6463         | oft über die persische Sprache entlehnt |
| Französisch   | 4974         |                                         |
| Persisch      | 1374         | ohne arabische Lehnwörter               |
| Italienisch   | 632          |                                         |
| Englisch      | 538          |                                         |
| Griechisch    | 399          |                                         |
| Latein        | 147          |                                         |
| Deutsch       | 85           |                                         |
| Russisch      | 40           |                                         |
| Spanisch      | 36           |                                         |
| Slawisch      | 24           |                                         |
| Armenisch     | 23           |                                         |
| Ungarisch     | 19           |                                         |
| Altgriechisch | 14           |                                         |
| Mongolisch    | 13           |                                         |
| Hebräisch     | 9            |                                         |
| Bulgarisch    | 8            |                                         |
| Japanisch     | 7            |                                         |
| Portugiesisch | 4            |                                         |
| Norwegisch    | 2            |                                         |
| Finnisch      | 2            |                                         |
| Albanisch     | 1            |                                         |
| Koreanisch    | 1            |                                         |
| Sogdisch      | 1            |                                         |

Ursprung des türkischen Wortschatzes

Im Jahre 1973 untersuchte die Wissenschaftlerin Kâmile İmer anhand fünf türkischer Tageszeitungen (Ulus, Akşam, Cumhuriyet, Milliyet und Hürriyet) den Wortgebrauch in der Presse, wo der sich stark verändernde Sprachanteil von Lehnwörtern ersichtlich wird:
| Jahr | türkisch | arabisch | persisch | osmanisch | andere |
| ---- | -------- | -------- | -------- | --------- | ------ |
| 1931 | 35,0 %   | 51,0 %   | 2,0 %    | 6,0 %     | 6,0 %  |
| 1933 | 44,0 %   | 45,0 %   | 2,0 %    | 5,0 %     | 4,0 %  |
| 1936 | 48,0 %   | 39,0 %   | 3,0 %    | 5,0 %     | 5,0 %  |
| 1941 | 48,0 %   | 40,0 %   | 3,0 %    | 5,0 %     | 4,0 %  |
| 1946 | 57,0 %   | 28,0 %   | 3,0 %    | 5,0 %     | 7,0 %  |
| 1951 | 51,0 %   | 35,0 %   | 3,0 %    | 5,0 %     | 6,0 %  |
| 1956 | 51,0 %   | 35,5 %   | 2,0 %    | 4,0 %     | 7,5 %  |
| 1961 | 56,0 %   | 30,5 %   | 3,0 %    | 4,5 %     | 6,0 %  |
| 1965 | 60,5 %   | 26,0 %   | 1,0 %    | 4,0 %     | 8,5 %  |

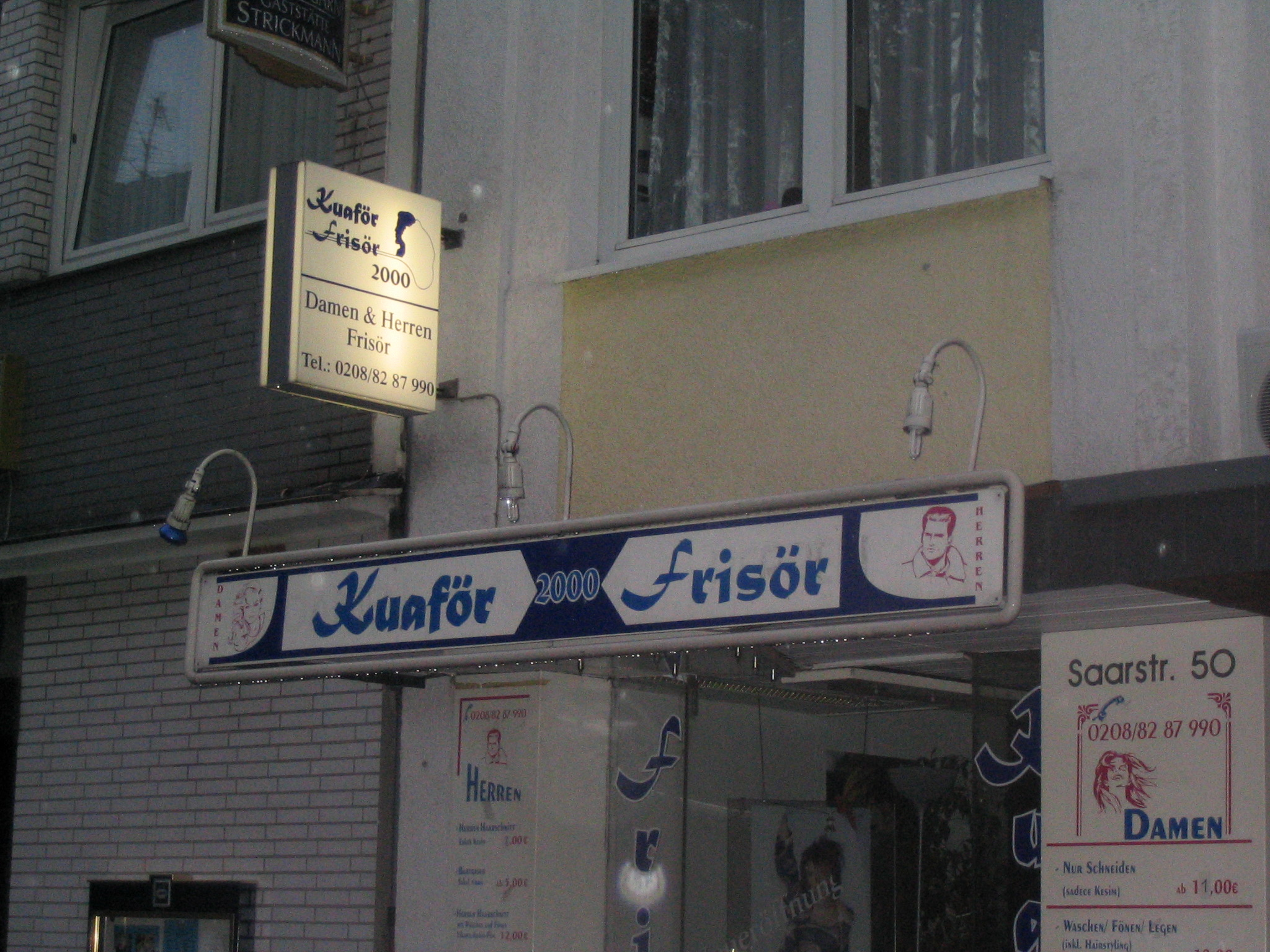
Kuaför – Friseur

Einige Beispiele für Lehnwörter aus anderen Sprachen:
- aus dem Arabischen: fikir (Idee), hediye (Geschenk), resim (Bild), insan (Mensch), saat (Uhr, Stunde), asker (Soldat), vatan (Vaterland), ırk (Rasse), millet (Nation), memleket (Land), devlet (Staat), halk (Volk), hain (Verräter), kurban (Opfer), şehit (Gefallener), beynelmilel (international), maalesef (leider), nane (Pfefferminz), kitap (Buch), kalp (Herz), dünya (Welt), ticaret (Handel), aşk (Liebe), hürriyet (Freiheit)
- aus dem Persischen: tahta (Holz), pazar (Markt), pencere (Fenster), şehir (Stadt), hafta (Woche), ateş (Feuer), rüzgâr (Wind), ayna (Spiegel), can (Seele), dert (Kummer), hoş (wohl), düşman (Feind), kahraman (Held), köy (Dorf)
- aus dem Französischen: lüks (Luxus), kuzen (Cousin), pantolon (Hose), kuaför (Friseur), küvet (Badewanne), lavabo (Waschbecken), hoparlör (Lautsprecher), kamyon (Lastwagen), sürpriz (Überraschung), sezaryen (Kaiserschnitt), gişe (Schalter), asansör (Fahrstuhl), stüdyo (Studio), bilet (Fahrkarte, Ticket), banliyö (Vorstadt), sosis (Wurst), tren (Zug)
- aus dem Englischen: tişört (T-Shirt), futbol (Fußball), spiker (Nachrichtensprecher), rakun (Waschbär)
- aus dem Griechischen: liman (Hafen), kutu (Schachtel), banyo (Bad), manav (Gemüsehändler)
- aus dem Deutschen: şalter ([Licht-]Schalter), şinitsel (Schnitzel), aysberg (Eisberg), otoban (Autobahn), fön (Föhn), kramp (Krampf)
- aus dem Italienischen: fatura (Rechnung), banka (Bank), palyaço (Clown, vgl. im Deutschen:"Bajazzo"), sigorta (Versicherung), fırtına (Unwetter, aus fortuna (mala) "übles Schicksal")

### Türkische Wörter in anderen Sprachen
Anzahl der türkischen Wörter in anderen Sprachen:
| Sprache     | Entlehnungen |
| ----------- | ------------ |
| Serbisch    | 8965         |
| Armenisch   | 4260         |
| Bulgarisch  | 3490         |
| Griechisch  | 2984         |
| Persisch    | 2969         |
| Rumänisch   | 2780         |
| Albanisch   | 2622         |
| Russisch    | 2476         |
| Arabisch    | 1990         |
| Ungarisch   | 1982         |
| Ukrainisch  | 800          |
| Englisch    | 470          |
| Chinesisch  | 289          |
| Tschechisch | 248          |
| Urdu        | 227          |
| Deutsch     | 166          |
| Italienisch | 146          |
| Finnisch    | 110          |

Beispielwörter mit türkischer Herkunft:
- cacık (Joghurtspeise); neugriechisch: τζατζίκι tzatzíki
- çaprak (Satteldecke); deutsch Schabracke
- duman (Rauch); russisch: туман tuman (Nebel)
- havyar (Kaviar); deutsch: Kaviar
- ordu (Heer); englisch: horde, französisch: horde, deutsch: Horde
- yoğurt (Jogurt); englisch: yoghurt, französisch: yaourt, deutsch: Joghurt

### Lehrbücher
- Erdoğan Alpay: Türkisch Kompakt: Ein Lehrbuch mit praktischen Übungen für den täglichen Gebrauch, Manzara Verlag, Pfungstadt 2012, ISBN 978-3-939795-25-4.
- Margarete Ersen-Rasch: Türkisch Lehrbuch für Anfänger und Fortgeschrittene. Harrassowitz, Wiesbaden 2007, ISBN 978-3-447-05507-9.
- Nuran Tezcan: Elementarwortschatz Türkisch-Deutsch. Harrassowitz, Wiesbaden 1988, ISBN 3-447-02782-7.
- Alev Tekinay: Günaydin. Einführung in die moderne türkische Sprache. Teil 1. Reichert, Wiesbaden 2002, ISBN 3-89500-275-5.
- Alev Tekinay: Günaydin. Einführung in die moderne türkische Sprache. Teil 2. Türkisch für Fortgeschrittene. Reichert, Wiesbaden 2005, ISBN 3-89500-445-6.
- Brigitte Moser-Weithmann: Türkische Grammatik. Hamburg 2001, ISBN 3-87548-241-7.

### Wörterbücher
- Karl Steuerwald: Deutsch-Türkisches Wörterbuch. 2. Auflage. Harrassowitz, Wiesbaden 1987, ISBN 3-447-01584-5.
- Karl Steuerwald: Türkisch-Deutsches Wörterbuch. 2. Auflage. Harrassowitz, Wiesbaden 1988, ISBN 3-447-02804-1.

### Entlehnungen aus dem Türkischen in anderen Sprachen
- Karl-Heinz Best: Turzismen im Deutschen. In: Glottometrics. 11, 2005, S. 56–63.

### Entlehnungen im Türkischen
- Ayfer Aktaş: Aus dem Deutschen ins Türkische übernommene Wörter in türkischen Wörterbüchern – eine Bestandsaufnahme. In: Muttersprache. 118, 2008, S. 72–80 (Der Beitrag gibt eine Übersicht über Entlehnungen aus allen Sprachen, nicht nur aus dem Deutschen.)
- Karl-Heinz Best: Diversifikation der Fremd- und Lehnwörter im Türkischen. In: Archiv Orientální. 73, 2005, S. 291–298.
- Karl-Heinz Best: Das Fremdwortspektrum im Türkischen. In: Glottometrics. 17, S. 8–11.
- Musa Yaşar Sağlam: Lehnwörter im Türkischen. In: Muttersprache. 114, 2004, S. 115–122.
- Musa Yaşar Sağlam: Eine lexikologische Wortschatzuntersuchung des einsprachigen türkischen Wörterbuches TÜRKÇE SÖZLÜK aus dem Jahre 1945. (PDF; 76 kB) In: Hacettepe Üniversitesi Edebiyat Fakültesi Dergisi. Bd. 20 Nr. 1, Ankara 2003, S. 85–94.